# Encelia densifolia
Encelia densifolia là một loài thực vật có hoa trong họ Cúc. Loài này được C.Clark & Kyhos mô tả khoa học đầu tiên năm 1988.